# 台本
台本（だいほん）とは、演劇・映画・テレビ番組・行事や催し物（イベント）などにおける事象の進行を実時間順に書き記した物。

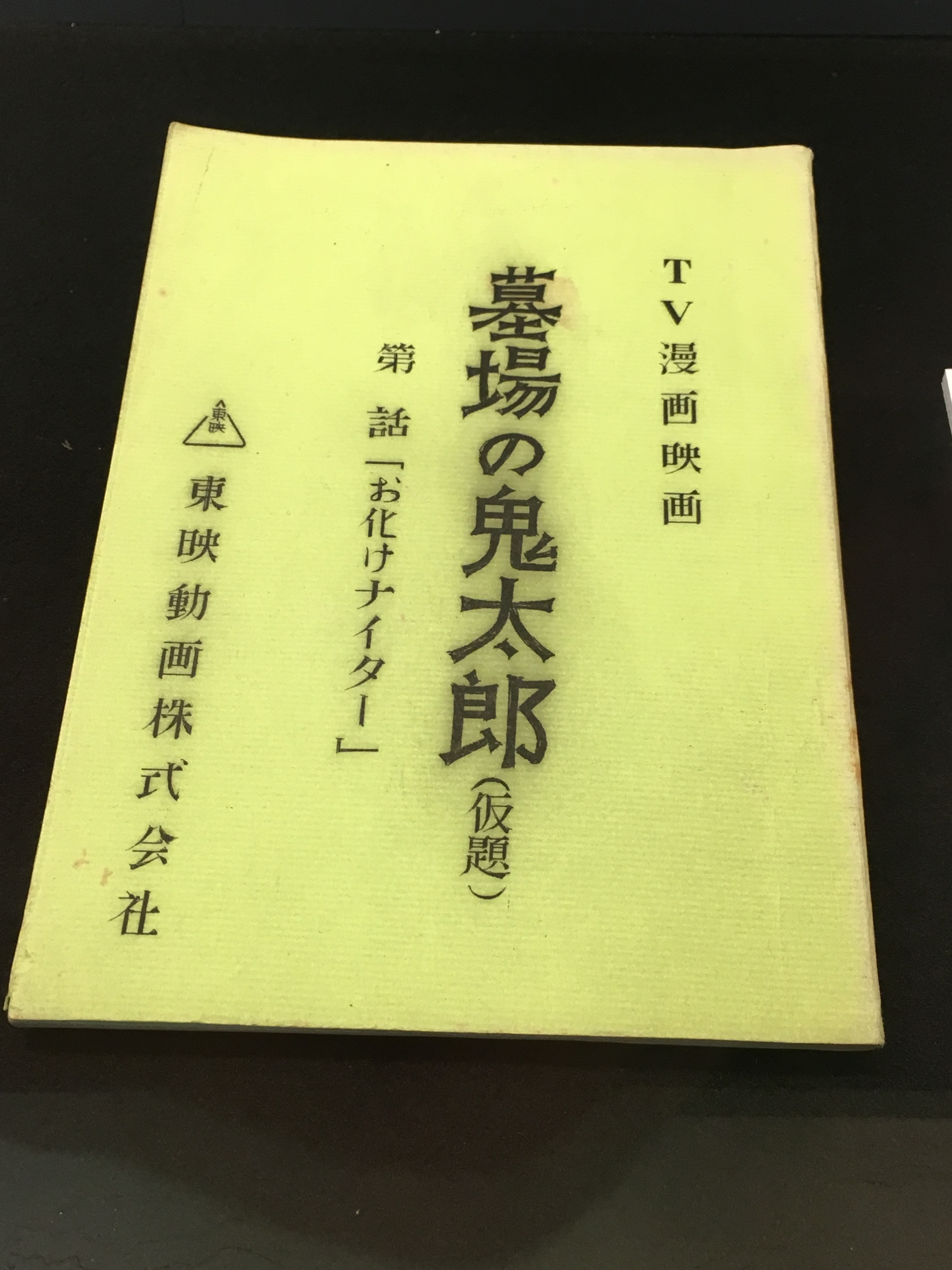
TV漫画映画『墓場の鬼太郎（仮題）』の脚本（台本、1968年）

## 概要
作品もしくは催し物の関係者が台本に従って行動することで、作品もしくは催し物は統制がとれたものとなる。このように関係者間の共通認識を形成し、関係者全体の協調を図るために作成し使用する。
台本は以下のような分野で使用される。
- 演劇の台本 - 戯曲もしくは脚本と呼ばれることもある。
- 映画の台本 - 脚本もしくはシナリオと呼ばれることもある。
- オペラやミュージカルといった音楽劇などの台本。リブレット参照。
- テレビドラマやアニメの台本 - 脚本もしくはシナリオと呼ばれることもある。原作者が自ら脚本を書き下ろすこともある。
- その他テレビ番組の台本 - 番組進行の内容を記すため、進行台本と呼ばれることがある。
- 催し物（イベント）の台本 - 催し物の進行の段取りを記すため、進行台本と呼ばれることがある。

## 役者と台本
役者は収録前に台本の台詞やト書きを全てを頭に入れる必要があり、必要な役作りを行うことが求められる。役者が台本を覚えきれないとセリフが棒読みになったり、演技が雑（大根役者）になるなど収録にも支障をきたすこととなり、時には共演者や製作サイドからは忌避される存在となる。石原裕次郎のように人前で「台本を覚えない」と豪語しても、実際には見えない場所でしっかり読み込んでくる役者もいるため、ブラフを真に受けると役者として致命傷を負うこととなる。

## 台本の管理
テレビ番組の場合、台本の内容が1ページでも外部に流出すると番組の進行や演出が重大なネタバレとなるため、厳密な管理が求められる。
ドラマやアニメ用の台本の表紙には作品名、話数、サブタイトル、制作会社・放送局名、さらに「決定稿」や「最終決定稿」の文字などが入っており、著作権と機密保持の観点から「複製・貸与・譲渡・インターネットオークションへの出品を禁止する」「複製・譲渡・インターネットオークションへ出品・アップロードした場合、損害賠償を請求する」旨の注意書きが入っていることもある。
外部への流出を防ぐため貸与制であったり、通し番号を印字するなどで厳重に管理され、使用済みの台本は焼却処分となることもあるが、この機密保持は必ずしも永久に厳守されるわけではなく、放送終了後に機密が解除されることで収録に使用した台本が抽選で1名ないし数名にプレゼントされることもあれば、BD/DVD限定版の特典で複製の台本が付属することもある。
放送局や劇場が密集する大都市部には、台本の印刷製本を専門に行う外部業者が古くから存在する。しかし、近年は合理化により台本の大げさな印刷製本を求めないケースが大半を占め、ITの普及（DTPや高性能プリンタ）により自前で作った方が制作フローを反映しやすい上、外部業者を利用する過程で生じる時間や費用が大きく軽減される。外部業者への委託により事前に放送内容が閲覧されることで、「レアな商品」として台本（または印刷前のデータや複製品など）がインターネットオークションに流出するリスクも懸念されるため、あえて外部業者を利用する意味もなくなっている。

### スター・ウォーズシリーズに見る台本の流出
『スター・ウォーズ エピソード1/ファントム・メナス』は制作時に台本が流出し、公開の数週間前からインターネット上で公開されてしまう失態があった。続編の『エピソード2』でも製作中に台本の流出が続き、10万ドルで販売を持ちかけ回る者も現れた。さらに最終作の『スカイウォーカーの夜明け』でも台本が流出し、eBayでオークションにかけられた。出品された台本は、出演者のジョン・ボイエガの家の清掃人が価値を分からずに持ち出したもので、落札される前に回収された。